# ローガン・オンドルーセック
- ローガン・オンドルセク
- ローガン・オンドルセック
- ローガン・オンドリューセク
- ローガン・オンドリューセック

ローガン・ジャレッド・オンドルーセック（Logan Jared Ondrusek、1985年2月13日 - ）は、アメリカ合衆国テキサス州ラバカ郡ハレッツビル出身のプロ野球選手（投手）。右投右打。NPBでの登録名はL.オンドルセク。
愛称は「ダウンヒル（長身から投げ込む姿から）」。

## 経歴

### プロ入り前
セントポール高校からマクレナン・コミュニティ大学へ進学。

### プロ入りとレッズ時代

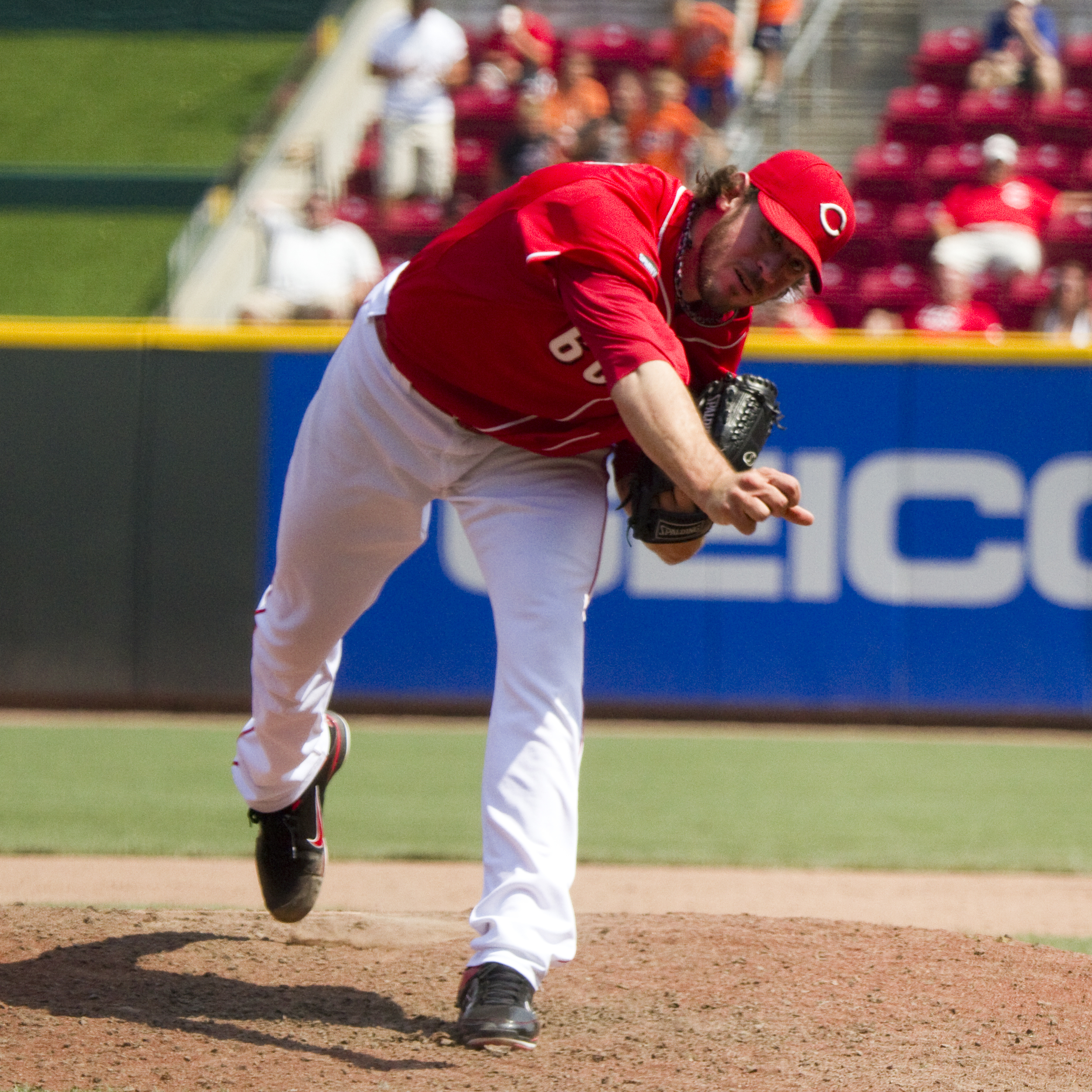
シンシナティ・レッズ時代
(2011年7月28日)

2005年のMLBドラフト13巡目（全体392位）でシンシナティ・レッズから指名され、プロ入り。
2009年5月19日に傘下A-サラソタ・レッズから傘下AA級カロライナ・マドキャッツへ昇格した。7月26日に傘下AAA級ルイビル・バッツへ昇格した。オフの11月20日にメジャー契約を結び、40人枠に登録された。
2010年には、4月5日のセントルイス・カージナルス戦に4番手投手としてMLBデビューを果たす。4月22日にオプションで傘下AAA級ルイビルへ降格した。6月1日にメジャーに昇格した。最終的にMLB公式戦60試合に登板した。
2011年8月9日に右前腕部を痛め、前日に遡って15日間の故障者リスト入りとなった。8月26日に復帰した。
2012年8月21日にオプションで傘下AAA級ルイビルへ降格した。9月1日にメジャーに昇格した。3年連続でMLB公式戦60試合以上に登板。ただし、同年はFIPが5点台を記録するなど、投球内容が安定しなかった。
2013年3月31日に傘下AA級ペンサコーラ・ブルーワフーズへ配属された。4月10日にメジャーに復帰した。6月8日にオプションで傘下AAA級ルイビルへ降格した。6月29日にメジャーに昇格した。
2014年7月22日に右肩を痛め、7月13日に遡って15日間の故障者リスト入りとなった。8月15日にリハビリのため、傘下AAA級ルイビルへ配属された。8月18日にメジャーに復帰した。オフの12月2日にFAとなった。

### ヤクルト時代
2014年12月29日に、NPBの東京ヤクルトスワローズと契約したことが球団から発表された。推定年俸120万ドルに出来高の条件を付けた1年契約で、背番号は「58」。登録名はオンドルセクで、2016年の契約選択権を球団が保有していた。
2015年には、クローザーのトニー・バーネットにつなぐセットアッパーとして、一軍公式戦72試合に登板。セントラル・リーグ1位タイの33ホールドと、リーグ2位の38ホールドポイント（5勝33ホールド）を記録するとともに、チームのリーグ優勝に貢献した。この活躍によって、シーズン終了後には、球団との間で新たに1年契約を結んだ。
2016年には、バーネットの移籍を背景にクローザーへ転向。セ・パ交流戦が終了した6月下旬の時点で、3勝1敗2ホールド11セーブを記録していた。

#### ヤクルト退団騒動
2016年6月26日の対中日ドラゴンズ戦（神宮球場）で、3点リードの9回表から登板したところ、中日打線の連打や左翼手の比屋根渉の失策などから同点に追い付かれて救援に失敗。この回限りで降板すると、首脳陣やチームメイトに対して、ベンチ内で悪態を付いたり暴言を吐いたりするなどの行為に及んだ。そのため、試合中にもかかわらず、一軍監督の真中満からクラブハウスへの引き上げを命じられた（試合は延長11回の末にヤクルトがサヨナラ勝利）。
オンドルセクは、チームの外国人選手のリーダー格だったバーネットの退団以降、「傍若無人」と受け取られかねないような振る舞いを度々示していた。球団は、そのことも背景に、この試合におけるオンドルセクの態度を問題視。翌6月27日には、オンドルセクの出場選手登録を抹消するとともに、オンドルセクを無期限の自宅謹慎に処した。
オンドルセクは、6月29日に球団幹部へ謝罪したことで、自宅謹慎処分を解除された。解除を機に二軍の練習へ合流したが、球団から有給休暇を取得したうえで、7月17日に家族のアメリカ帰省へ同行。帰国後には、「首脳陣との対立から精神的に立ち直ることが困難」という理由で、代理人を通じて球団に退団を申し出た。球団では、この申し出を受理したうえで、7月21日にオンドルセクとの契約を解除することを発表。同日付でウェイバー公示の手続きに入ると、27日にNPBから自由契約選手として公示された。

### オリオールズ時代
2016年7月29日にボルチモア・オリオールズとの間で単年のメジャー契約を結び、契約後には救援投手としてMLB公式戦6試合に登板した。だが、防御率が6.75に達するなど振るわなかった。8月12日に傘下AA級ボウイ・ベイソックスへ降格した。8月25日にメジャーに復帰した。当日の対ワシントン・ナショナルズ戦で1回を投げて3失点を喫したことからMLB公式戦での防御率が9.95にまで悪化し、球団は故障者リストに入っていた救援投手のT.J.マクファーランドを8月26日付でMLB25人枠へ復帰させるため、DFAとなった。8月30日に40人枠から外れAA級ボウイに降格した。オフの11月4日にFAとなった。12月13日にメジャー契約で再契約を結んだ。年俸65万5000ドルの単年契約で20試合以上の登板で10試合ごとにつき10万ドルの出来高が盛り込まれた。さらに2018年の年俸150万ドルでの契約延長オプションを球団側が有することになった。
2017年3月15日に自由契約となった。

### ドジャース傘下時代
2018年3月27日にロサンゼルス・ドジャースとマイナー契約を結ぶ。6月1日に傘下AA級タルサ・ドリラーズへ配属された。6月7日に傘下AAA級オクラホマシティ・ドジャースへ配属された。7月17日に自由契約となった。

### 独立リーグ時代
2018年7月25日に独立リーグであるアトランティックリーグのロングアイランド・ダックスと契約を結んだ。同年限りで退団。

### ナショナルズ傘下時代
2019年2月8日にワシントン・ナショナルズとマイナー契約を結んだ。4月2日に傘下AAA級フレズノ・グリズリーズへ配属された。5月3日に傘下AA級ハリスバーグ・セネターズへ降格した。5月19日に傘下AAA級フレズノへ昇格した。6月9日に傘下A-級オーバーン・ダブルデイズへ降格した。6月14日に傘下AAA級フレズノへ昇格した。6月27日に前日に遡って、7日間の故障者リスト入りとなった。7月3日に復帰した。8月19日に8月16日に遡って、7日間の故障者リスト入りとなった。8月28日に復帰した。オフの11月4日にFAとなった。

### メキシカンリーグ時代
2021年2月19日にメキシカンリーグのユカタン・ライオンズと契約した。6月29日に15日間の故障者リスト入りとなった。7月14日に復帰した。7月25日に15日間の故障者リスト入りとなった。

### ジャイアンツ傘下時代
2021年8月7日にサンフランシスコ・ジャイアンツとマイナー契約を結び、傘下AAA級サクラメント・リバーキャッツへ配属された。オフにはドミニカ共和国のウィンターリーグであるリーガ・デ・ベイスボル・プロフェシオナル・デ・ラ・レプブリカ・ドミニカーナのヒガンテス・デル・シバオでプレーした。

### 統一ライオンズ時代
2022年1月13日に台湾プロ野球の統一ライオンズと契約した。台湾球界での登録名は「羅昂」。2024年オフに退団した。

## 投球スタイル
平均球速約149km/h、最速157km/hの速球を投げる。93 - 96マイルのフォーシームとツーシーム、90 - 95マイルのカッター、77 - 82マイルのカーブの4球種がメインで、他にチェンジアップとスライダーとスプリットも投げることがある。2013年頃からスプリットの投球割合が増えており、奪三振率、与四球率、FIP（実際の防御率よりも投手本来の力を反映しているとされる疑似防御率）等の各数値が大きく向上してきている。

## 詳細情報

### 年度別投手成績
| 年 度     | 球 団     | 登 板 | 先 発 | 完 投 | 完 封 | 無 四 球 | 勝 利 | 敗 戦 | セ 丨 ブ | ホ 丨 ル ド | 勝 率 | 打 者 | 投 球 回 | 被 安 打 | 被 本 塁 打 | 与 四 球 | 敬 遠 | 与 死 球 | 奪 三 振 | 暴 投 | ボ 丨 ク | 失 点 | 自 責 点 | 防 御 率 | W H I P |
| --------- | --------- | ----- | ----- | ----- | ----- | -------- | ----- | ----- | -------- | ----------- | ----- | ----- | -------- | -------- | ----------- | -------- | ----- | -------- | -------- | ----- | -------- | ----- | -------- | -------- | ------- |
| 2010      | CIN       | 60    | 0     | 0     | 0     | 0        | 5     | 0     | 0        | 6           | 1.000 | 240   | 58.2     | 49       | 7           | 20       | 1     | 0        | 39       | 2     | 0        | 25    | 24       | 3.68     | 1.18    |
| 2011      | CIN       | 66    | 0     | 0     | 0     | 0        | 5     | 5     | 0        | 14          | .500  | 268   | 61.1     | 55       | 6           | 28       | 7     | 2        | 41       | 6     | 0        | 25    | 22       | 3.23     | 1.35    |
| 2012      | CIN       | 63    | 0     | 0     | 0     | 0        | 5     | 2     | 2        | 13          | .714  | 243   | 54.2     | 51       | 8           | 31       | 4     | 3        | 39       | 5     | 0        | 23    | 21       | 3.46     | 1.50    |
| 2013      | CIN       | 52    | 0     | 0     | 0     | 0        | 3     | 1     | 0        | 6           | .750  | 233   | 55.0     | 53       | 8           | 16       | 1     | 1        | 53       | 5     | 1        | 26    | 25       | 4.09     | 1.25    |
| 2014      | CIN       | 40    | 0     | 0     | 0     | 0        | 3     | 3     | 0        | 4           | .500  | 189   | 41.0     | 50       | 5           | 16       | 1     | 1        | 42       | 3     | 0        | 26    | 25       | 5.49     | 1.61    |
| 2015      | ヤクルト  | 72    | 0     | 0     | 0     | 0        | 5     | 2     | 0        | 33          | .714  | 276   | 70.1     | 52       | 2           | 22       | 1     | 1        | 62       | 0     | 1        | 17    | 16       | 2.05     | 1.05    |
| 2016      | ヤクルト  | 30    | 0     | 0     | 0     | 0        | 3     | 1     | 11       | 2           | .750  | 121   | 29.1     | 23       | 0           | 11       | 1     | 0        | 29       | 0     | 0        | 10    | 8        | 2.45     | 1.16    |
| 2016      | BAL       | 7     | 0     | 0     | 0     | 0        | 0     | 0     | 0        | 1           | .000  | 29    | 6.1      | 9        | 1           | 3        | 0     | 0        | 4        | 0     | 0        | 7     | 7        | 9.95     | 1.89    |
| 2022      | 統一      | 14    | 14    | 0     | 0     | 0        | 9     | 1     | 0        | 0           | .900  | 332   | 82.0     | 82       | 3           | 12       | 0     | 1        | 84       | 3     | 0        | 19    | 17       | 1.87     | 1.15    |
| 2023      | 統一      | 14    | 13    | 0     | 0     | 0        | 4     | 5     | 0        | 0           | .444  | 337   | 84.1     | 63       | 4           | 22       | 0     | 3        | 73       | 2     | 0        | 24    | 22       | 2.35     | 1.01    |
| 2024      | 統一      | 18    | 17    | 0     | 0     | 0        | 6     | 6     | 0        | 0           | .500  | 425   | 104.0    | 100      | 9           | 14       | 2     | 4        | 81       | 3     | 0        | 38    | 32       | 2.77     | 1.10    |
| MLB：6年  | MLB：6年  | 288   | 0     | 0     | 0     | 0        | 21    | 11    | 2        | 44          | .656  | 1202  | 277.0    | 267      | 35          | 114      | 14    | 7        | 218      | 21    | 1        | 132   | 124      | 4.03     | 1.37    |
| NPB：2年  | NPB：2年  | 102   | 0     | 0     | 0     | 0        | 8     | 3     | 11       | 35          | .727  | 397   | 99.2     | 75       | 2           | 33       | 2     | 1        | 91       | 0     | 1        | 27    | 24       | 2.17     | 1.08    |
| CPBL：3年 | CPBL：3年 | 46    | 44    | 0     | 0     | 0        | 19    | 12    | 0        | 0           | .613  | 1094  | 270.1    | 245      | 16          | 48       | 2     | 8        | 238      | 8     | 0        | 81    | 71       | 2.36     | 1.08    |

- 2024年度シーズン終了時
- 各年度の太字はリーグ最高

### 記録
MLB
- 初登板：2010年4月5日、対セントルイス・カージナルス戦（グレート・アメリカン・ボール・パーク）、8回表に4番手で救援登板、1回無失点
- 初奪三振：2010年4月13日、対フロリダ・マーリンズ戦（サンライフ・スタジアム）、8回裏にホルヘ・カントゥから空振り三振
- 初ホールド：2010年4月17日、ピッツバーグ・パイレーツ戦（PNCパーク）、7回裏に3番手で救援登板、1回1/3を無失点
- 初勝利：2010年7月23日、対ヒューストン・アストロズ戦（ミニッツメイド・パーク）、7回裏に2番手で救援登板、1回無失点
- 初セーブ：2012年5月9日、対ミルウォーキー・ブルワーズ戦（ミラー・パーク）、9回裏2死に4番手で救援登板・完了、1/3回を無失点

NPB
- 初登板・ホールド：2015年3月27日、対広島東洋カープ1回戦（MAZDA Zoom-Zoom スタジアム広島）、7回裏2死に2番手で救援登板、1回1/3を無失点
- 初奪三振：同上、8回裏に丸佳浩から空振り三振
- 初勝利：2015年4月8日、対中日ドラゴンズ2回戦（明治神宮野球場）、10回表に3番手で救援登板、完了、1回を無安打無失点
- 初セーブ：2016年4月8日、対横浜DeNAベイスターズ1回戦（横浜スタジアム）、9回裏に3番手で救援登板、完了、1回を無安打無失点

### 背番号
- 66 (2010年 - 2014年)
- 58 (2015年 - 2016年7月27日)
- 51 (2016年途中 - 同年終了)
- 44 (2022年 - 2024年)